# シン・ヒョンジュン
シン・ヒョンジュン（朝: 신현준、1968年10月28日 - ）は大韓民国の俳優。韓国の映画製作プロダクション「IH.JOON」および化粧品会社「3J」代表取締役でもある。俳優としてはStar Brothers Entertainmentに所属。公称・身長184cm、体重74Kg、血液型はAB型。延世大学体育教育学科卒。
趣味は旅行・スキューバダイビング・ゴルフ、特技はテニス・水泳、好きな料理は韓式。

## 来歴
1990年『将軍の息子』（監督イム・グォンテク）の日本人やくざ、ハヤシ親分役でデビュー。1996年『銀杏のベッド』（監督カン・ジェギュ）のファン将軍役で大ブレイクする。2001年に公開された『ガン&トークス』（監督チャン・ジン）のヒットに伴い、映画俳優として再評価され、それ以来、安定した主演作が続く。
日本では、『天国の階段』でチェ・ジウ演じるハン・ジョンソ役の義兄テファ役を演じ、一般に知られるようになった。2006年1月から3月までTBSで放映された日曜劇場『輪舞曲』では、アジアを取り巻く闇組織「神狗」の構成員であり同時に韓国警察の潜入捜査官であるキム・ヨンジェ/イ・ヒョヌ役を演じる。このドラマで『天国の階段』で共演したチェ・ジウと再共演した。韓国のTV番組ではトークショーやバラエティへの出演も多く、ひょうきんな人物としても知られている。

## 出演

### 映画
- 1990年 
『若き日の肖像』
『将軍の息子』
『コクチタン』
- 1991年 『英雄武闘伝説/将軍の息子2』
- 1992年 『将軍の息子3』
- 1993年 『おせっかいはNO、愛はOK』
- 1994年　
『太白山脈』
『華厳経』
- 1996年　
『チャンネル69』
『銀杏のベッド』
- 1997年　
『地上満歌』
『愛と悲しみのマリア』
『K..Kファミリーリスト』
- 1998年　
『男物語』
『ソウル・ガーディアンズ 退魔録』
- 2000年　
『アウトライブ -飛天舞-』
『サイレン』
『不朽の名作』
『ガン&トークス』
- 2003年　
『SSU』
『黄山ヶ原』（カメオ出演）
- 2004年　
『フェイス』
『達磨よ、ソウルに行こう!』
- 2005年　
『家門の危機』
『無影剣 SHADOWLESS SWORD』
- 2006年　
『裸足のギボン』
『家門の復活』
『誰が彼女と寝たのだろうか？』
『キム館長対キム館長対キム館長』
- 2007年　
『私の生涯で最悪の男』
『最後の贈り物』
- 2009年 『キル・ミー』
- 2011年　
『우리 이웃의 범죄』
『가문의 영광 4 - 가문의 수난』
『흥신소 기봉씨』
『조지와 봉식』

### ドラマ
- 風の息子（1995年、KBS）
- 恋愛世代（1996年、MBC） - ソン・ジノ 役
- 兄弟の河（1996年、SBS）
- ウエディングドレス（1997年、KBS） - カン・ウジン 役
- 愛してる愛してる（1998年、SBS）
- 白夜（1998年、SBS） - ピョートル・キム 役
- 天国の階段（2003年、SBS） - ハン・テファ（ハン・チョルス） 役
- 輪舞曲 -ロンド-（2006年、TBS） - キム・ヨンジェ 役
- カインとアベル（2009年、SBS） - イ・ソヌ 役
- おバカなママ（2012年、SBS） - チェ・ゴマン 役
- カクシタル（2012年、KBS） - イ・ガンサン 役
- ウララ・カップル（2012年、KBS） - コ・スナム 役
- ファンタスティック・クラブ（2016年、KBS） - ファン・ムソン 役
- 完璧な妻（2017年、KBS） - チャ・ギョンウ 役

## 受賞歴
- 第30回大鐘賞 - 新人男優賞（1992年、『英雄武闘伝説/将軍の息子２』）
- 映像レコード大賞 - ゴールデンビデオ男子演技賞（1999年）
- ベストドレッサー（2001年）

## その他
2007年11月12日に放送された『三色女トークショー』（ケーブルチャンネルMBCドラマネット）にて、鬱病を患っていることを明かした。